# Timocratica
Timocratica is een geslacht van vlinders van de familie sikkelmotten (Oecophoridae), uit de onderfamilie Stenomatinae.

## Soorten
- T. agramma Becker, 1982
- T. albella Zeller, 1839
- T. albitogata Becker, 1982
- T. anelaea Meyrick, 1932
- T. argonais Meyrick, 1925
- T. bicornuta Becker, 1982
- T. claudescens Meyrick, 1925
- T. constrictivalva Becker, 1982
- T. crassa Meyrick, 1925
- T. effluxa Meyrick, 1930
- T. fraternella Busck, 1910
- T. fuscipalpalis Becker, 1982
- T. grandaeva Zeller, 1854
- T. grandis Perty, 1834
- T. guarani Becker, 1982
- T. haywardi Busck, 1938
- T. isarga Meyrick, 1925
- T. isographa Meyrick, 1912
- T. leucocapna (Meyrick, 1926)
- T. leucorectis Meyrick, 1925
- T. liniella Busck, 1910
- T. longicilia Becker, 1982
- T. loxotoma Busck, 1909
- T. macroleuca Meyrick, 1932

- T. major Busck, 1911
- T. maturescens Meyrick, 1925
- T. megaleuca Meyrick, 1912
- T. melanocosta Becker, 1982
- T. melanostriga Becker, 1982
- T. meridionalis Becker, 1982
- T. monotonia Strand, 1910
- T. nivea Becker, 1982
- T. palpalis Zeller, 1877
- T. parvifusca Becker, 1982
- T. parvileuca Becker, 1982
- T. philomela Meyrick, 1925
- T. pompeiana Meyrick, 1925
- T. sexmaculata Dognin, 1904
- T. spinignatha Becker, 1982
- T. staudingerana Maassen, 1890
- T. stomatocosma Meyrick, 1932
- T. subovalis Meyrick, 1932
- T. titanoleuca Becker, 1982
- T. tristrigata Zeller, 1854
- T. venifurcata Becker, 1982
- T. xanthosoma Dognin, 1913
- T. xanthotarsa Becker, 1982